# Euceros thoracicus
Euceros thoracicus là một loài tò vò trong họ Ichneumonidae.